# Yvonne Cagle
Yvonne Darlene Cagle (West Point, 24 aprile 1959) è un'astronauta statunitense.

## Biografia
Cagle nasce a West Point, ha frequentato il Novato High School.
Nel 2008 venne promossa colonnello dello United States Air Force. Nel maggio 1989, in qualità di ufficiale medico del 48° Tactical Hospital, Cagle ha prestato servizio come Medical Liaison Officer dell'Air Force, durante la missione STS-30, per testare la Sonda Magellano
Ha lavorato come medico presso la NASA's Occupational Health Clinic dal 1994 al 1996 e, nel 1996 è stata selezionata per l'addestramento dalla NASA., entrando nel NASA Astronaut Group 16. In seguito ha lavorato nel Johnson Space Center's Space and Life Sciences Directorate.
Cagle è anche consulente per il Flight Opportunities Program della NASA, ed è stata selezionata per l'equipaggio di riserva per Hawai'i Space Exploration Analog and Simulation (HI-SEAS) ed è un membro onorario del Danish Astronautical Society.. Nel 2014, è stata professoressa al Fordham University, dalla quale ha ricevuto un dottorato onorario per i suoi contributi nel campo della scienza, della tecnologia e della salute umana.
A partire da giugno 2018, Cagle è considerata un "NASA Management Astronaut", cioè che è impiegata presso la NASA ma non è più eleggibile per i voli spaziali.. Nel 2017, ha accompagnato Katherine Johnson sul palco degli Academy Awards